# Странен кварк
Странен кварк или s кварк (идва от символа, с който се означава – s) е третият най-лек от всички кварки, вид елементарна частица, и главна съставна част на материята. Странни кварки има в адроните, които са субатомни частици. Пример за адрони съдържащи странни кварки са каоните, странните D мезони, сигма барионите, и други странни частици.
Той, заедно с чаровния кварк е част от второто поколение материя, и има електрически заряд − 1/3 е и чиста маса 70–130MeV/c2. Както всички кварки, странният кварк е елементарен фермион със спин-1/2, и изпитва всички четири основни взаимодействия: гравитация, електромагнетизъм, слабо взаимодействие и силно взаимодействие. Античастица на странния кварк е странният антикварк (понякога наричан анти-странен кварк или просто антистранен), който се различава само по това, че някои от неговите свойства имат обратен знак.